# Australohydnum
Australohydnum — рід грибів родини фанерохетові (Phanerochaetaceae). Назва вперше опублікована 1978 року.

## Класифікація
До роду Australohydnum відносять 3 види:
- Australohydnum castaneum
- Australohydnum dregeanum
- Australohydnum griseofuscescens